# Fitzwilliam College
Das Fitzwilliam College, allgemein als Fitz bekannt, wurde 1869 als Abteilung der Universität Cambridge gegründet, um Studenten ohne Collegezugehörigkeit zu betreuen. Es erlangte zunehmend, dank aktiver und erfolgreicher Studenten, an Unabhängigkeit und gliederte sich 1966 in das föderative Collegesystem der University of Cambridge ein. Zahlenmäßig ist es eines der größeren Colleges und gilt als das neueste der alten, beziehungsweise das älteste der Neuen Colleges. Es liegt im Nordosten der Stadt Cambridge.
Es gehört finanziell zu den weniger reichen Colleges, ist jedoch akademisch und sportlich eines der erfolgreichsten. Vor allem auf Grund der historischen Ausrichtung auf akademische Fähigkeiten anstatt Finanzkraft hat Fitzwilliam eine Vielzahl namhafter Alumni vorzuweisen, darunter sechs Nobelpreisträger und drei Staats- und Regierungschefs.
Der früheste Beleg für die Besiedlung Cambridges findet sich auf dem Gelände des Colleges. Im Januar 2008 wurden Überreste eines 3500 Jahre alten Bauernhofs entdeckt.
Der Turm der Bibliothek des Colleges gilt als der höchste Punkt in Cambridge.

## Geschichte
Fitzwilliam war 1869 der Versuch, eine Institution für die Studenten der Universität Cambridge zu gründen, welche nicht einem College angehören wollten. Die Mitgliedschaft in einem College ist Voraussetzung für ein Studium an dieser Universität und die Gründung eines „Non-Collegiate“ war eine Entscheidung der königlichen Kommission. Die Studenten und die Leitung verhielten sich allerdings wie solche eines Colleges, und so wurde 1887 offiziell der Name Fitzwilliam Hall eingeführt. Namensgeber war der Earl of Fitzwilliam, nach welchem bereits das Fitzwilliam Museum benannt worden war. Die Zahl der Studenten wuchs, bis auf die Kriegsjahre, rapide an. Ab 1960 zog Fitzwilliam aus der Innenstadt in das Villenviertel Cambridges. Sir Denys Lasdun entwarf die neuen College-Gebäude, welche sich um die historischen Villen The Grove und Atholl Lodge gruppieren. Dank einflussreicher Alumni war es 1966 möglich, eine königliche Verfassung zu erhalten.

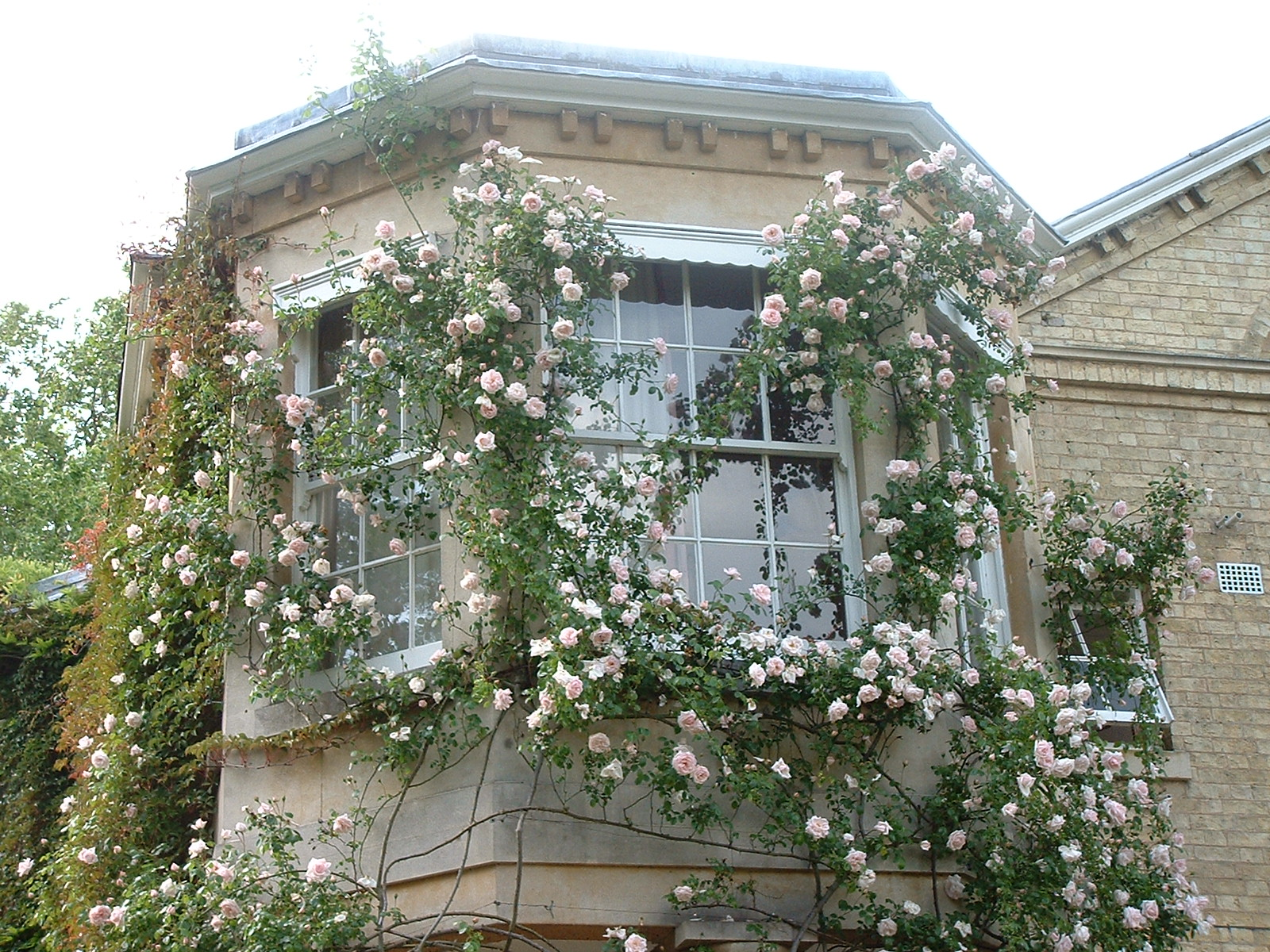
The Grove, ehemaliger Sommersitz der Witwe Charles Darwins Emma, erbaut circa 1815

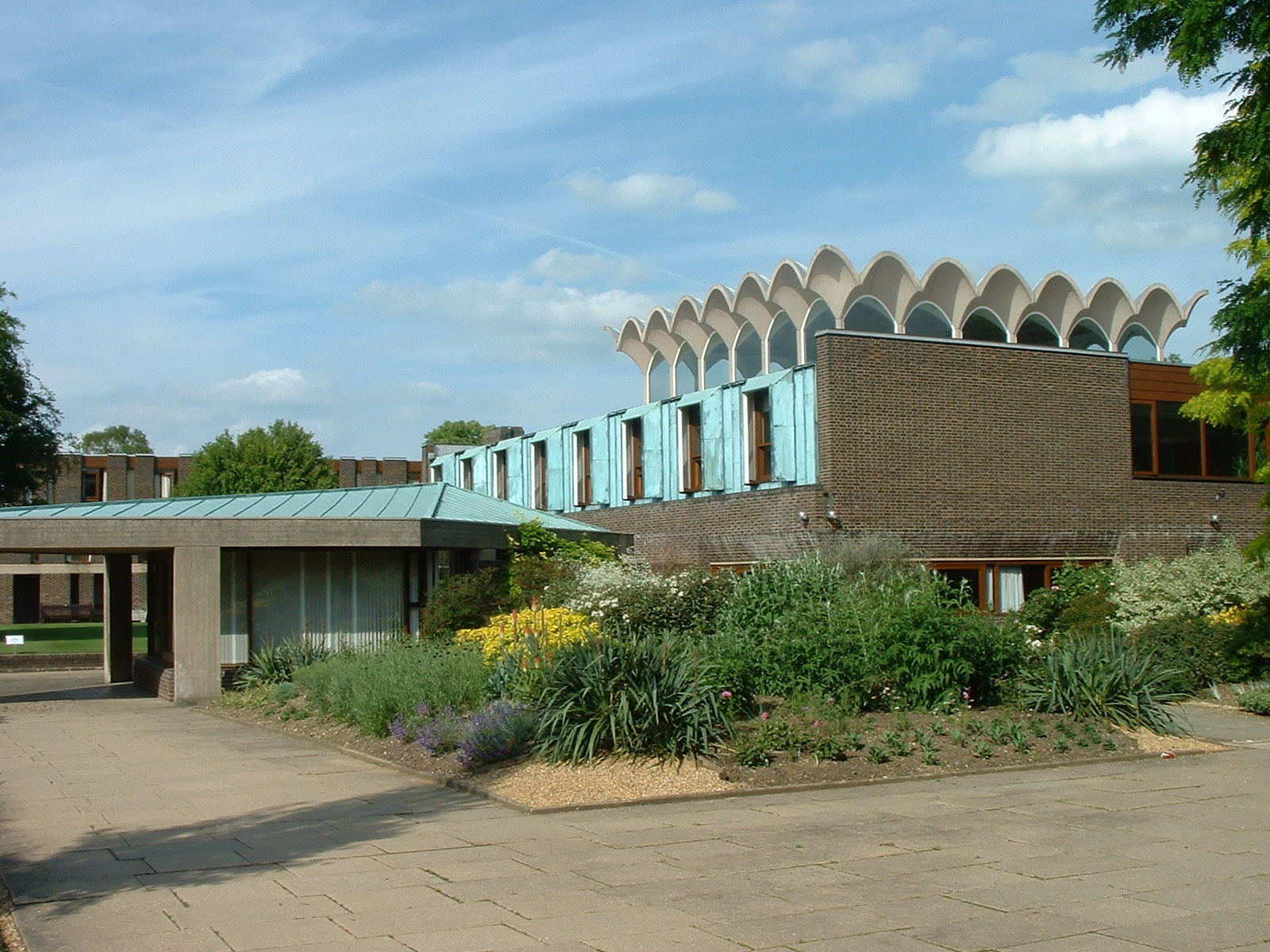
Die große Halle, erbaut von Sir Denys Lasdun

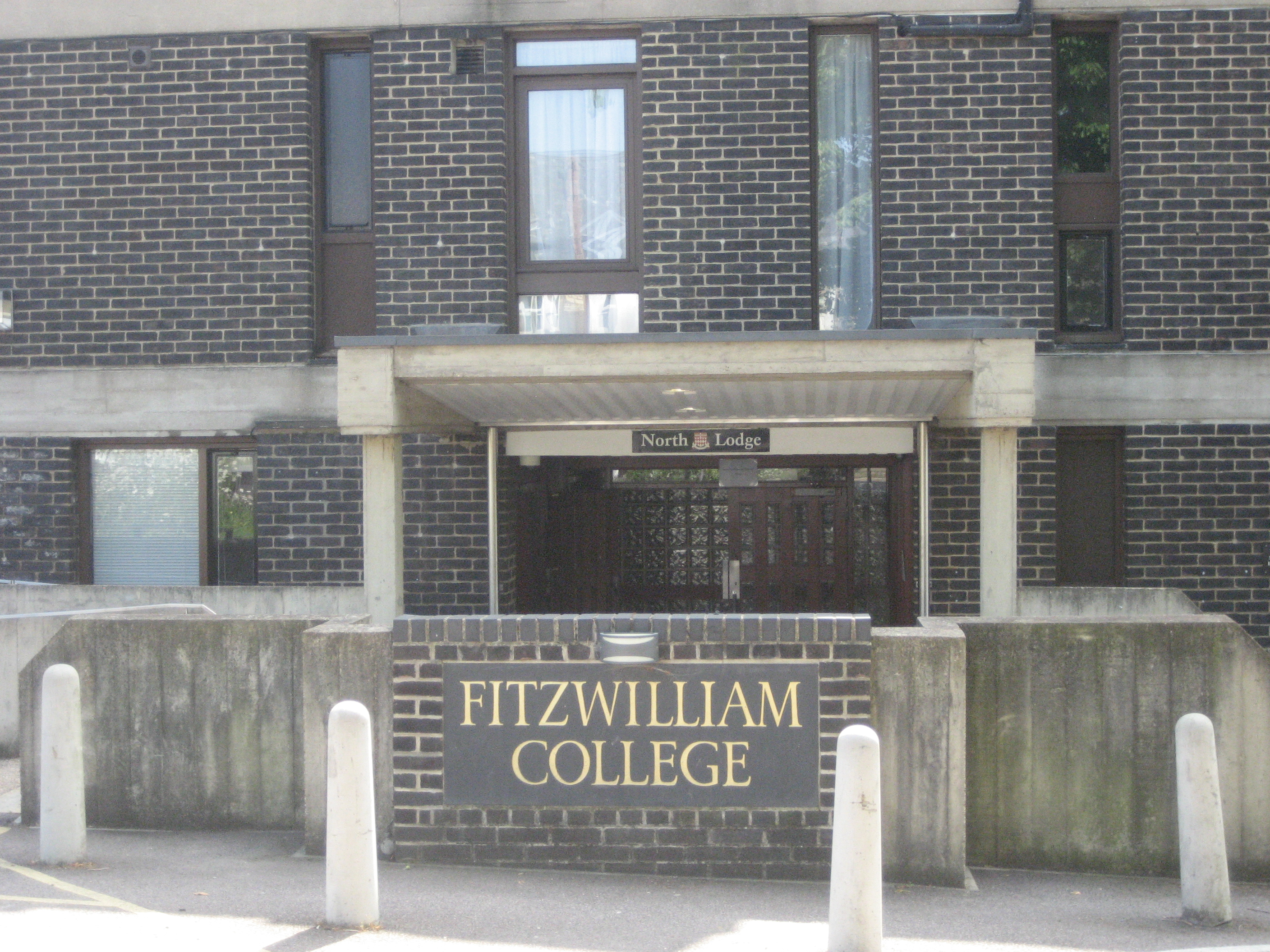
North Lodge

## Zahlen zu den Studierenden
Im Dezember 2022 waren 916 Studierende am Fitzwilliam College eingeschrieben. Davon strebten 520 (56,8 %) ihren ersten Studienabschluss an, sie waren also undergraduates. 396 (43,2 %) arbeiteten auf einen weiteren Abschluss hin, sie waren postgraduates, darunter 171 Doktoranden. 2020 waren es 951 Studierende gewesen, davon 456 im weiterführenden Studium, 2021 insgesamt 934.

### Liste der Master
Bis zur Umbenennung in College nannte sich der Leiter Censor.
- Revd. Ralph Benjamin Somerset, Censor 1869–1881
- Francis George Howard, 1881–1889
- Tristram Frederick Croft Huddleston, 1890–1907
- William Fiddian Reddaway, 1907–1924
- William Sutherland Thatcher, 1924–1935
- Walter Wyatt Grave, Censor 1956–1966, Master 1966–1971
- Edward Miller, 1971–1981
- Professor Sir James Holt, 1981–1988
- Professor Gordon Cameron, 1988–1990
- Professor Alan Cuthbert, 1991–1999
- Professor Brian Johnson, 1999–2005
- Professor Robert Lethbridge, 2005–2013
- Professor Nicola Padfield, 2013–2019
- Sally Morgan, Baroness Morgan of Huyton, seit 2019

## Honorarprofessuren
- William Sutherland Thatcher, ehemaliger Censor, 1963.
- Harry Lee Kuan Yew, Alumnus, Premierminister von Singapur, 1969.
- Juan Carlos, König von Spanien, 1988.
- Sophia, Königin von Spanien, 1988.
- Shankar Balasubramanian, indisch-britischer Biochemiker

## Alumni
| Name                                | Geb. | Gest. | Beruf                                                                            |
| ----------------------------------- | ---- | ----- | -------------------------------------------------------------------------------- |
| Charles Scott Sherrington           | 1857 | 1952  | britischer Neurophysiologe, 1932 Nobelpreis für Medizin                          |
| Albert von Szent-Györgyi Nagyrápolt | 1893 | 1986  | ungarischer Mediziner and Biochemiker, 1937 Nobelpreis für Medizin               |
| Subhas Chandra Bose                 | 1897 | 1945  | Anführer der indischen Unabhängigkeitsbewegung                                   |
| Ernst Boris Chain                   | 1906 | 1979  | britischer Biochemiker und Bakteriologe, 1945 Nobelpreis für Medizin             |
| Shankar Dayal Sharma                | 1918 | 1999  | von 1992 bis 1997 Präsident von Indien                                           |
| Harry Lee Kuan Yew                  | 1923 | 2015  | von 1959 bis 1990 Premierminister von Singapur                                   |
| César Milstein                      | 1927 | 2002  | argentinischer Molekularbiologe, 1984 Nobelpreis für Medizin                     |
| Norman Lamont                       | 1942 |       | von 1990 bis 1993 britischer Schatzkanzler, 1998 in den hohen Adelsstand berufen |
| Joseph Stiglitz                     | 1943 |       | Ökonom, 2001 Nobel-Gedächtnispreis für Wirtschaftswissenschaften                 |
| Vince Cable                         | 1943 |       | von 2010 bis 2015 britischer Wirtschaftsminister                                 |
| David Atherton                      | 1944 |       | englischer Dirigent                                                              |
| Angus Deaton                        | 1945 |       | Ökonom, 2015 Nobel-Gedächtnispreis für Wirtschaftswissenschaften                 |
| Christopher Martin-Jenkins          | 1945 | 2013  | Cricketspieler und Journalist                                                    |
| Nick Drake                          | 1948 | 1974  | englischer Komponist                                                             |
| Ahmed Rashid                        | 1948 |       | Journalist und Autor                                                             |
| Lee Hall                            | 1966 |       | englischer Dramatiker und Drehbuchautor                                          |
| Giles Foden                         | 1967 |       | Autor                                                                            |
| Andy Burnham                        | 1970 |       | britischer Politiker, Bürgermeister von Manchester                               |
| Arran Fernandez                     | 1995 |       | britischer Mathematiker, Hochschullehrer                                         |

## Schirmherr
- Seine Königliche Hoheit, der Prinz von Asturien, Kronprinz von Spanien

2. Schirmherr:
- Kimiko Tsuzuki, Rektor von Tsuzuki Sogo Gakuen, Fukuoka University, Japan